# Philippe Méthion
Philippe Méthion (* 13. September 1964) ist ein ehemaliger französischer Triathlet und mehrfacher nationaler Triathlon-Meister.

## Werdegang
1987 wurde Philippe Méthion in Marseilles Vizeeuropameister auf der Triathlon-Kurzdistanz.
In Finnland wurde er 1992 Dritter bei der Europameisterschaft auf der Mitteldistanz.
1995 wurde er im Triathlon International de Nice Vierter bei der Weltmeisterschaft auf der Langdistanz.
Philippe Méthion wurde zwischen 1987 und 1996 elf Mal französischer Triathlon-Staatsmeister:
Er holte sich den Titel acht Mal auf der Sprint- bzw. Kurzdistanz und weitere drei Mal auf der Mittel- bzw. Langdistanz.
1996 erklärte der damals 43-Jährige seine aktive Zeit für beendet.

## Sportliche Erfolge
| Datum/Jahr    | Rang | Wettbewerb                                          | Austragungsort | Zeit     | Bemerkung                                                                          |
| ------------- | ---- | --------------------------------------------------- | -------------- | -------- | ---------------------------------------------------------------------------------- |
| 1994          | 1    | FRA Triathlon National Championships CD             | Quiberon       |          | Französischer Triathlon-Staatsmeister                                              |
| 4. Juli 1993  | 13   | ETU Short Distance Triathlon European Championships | Echternach     | 01:57:10 | Europameisterschaft auf der olympischen Distanz                                    |
| 1993          | 1    | FRA Triathlon National Championships CD             | Mur-de-Barrez  |          | Französischer Triathlon-Staatsmeister                                              |
| 12. Sep. 1992 | 21   | ITU Short Distance Triathlon World Championships    | Huntsville     | 01:51:34 |                                                                                    |
| 5. Juli 1992  | 14   | ETU Triathlon European Championships                | Lommel         | 01:52:00 | Vierter in der Teamwertung im französischen Team mit Remy Rampteau und Eric Lacaze |
| 24. Mai 1992  | 2    | Triathlon European Cup                              | Pau            | 01:52:35 | Zweiter hinter dem Belgier Didier Volckaert                                        |
| 1992          | 1    | FRA Triathlon National Championships CD             | Choisy-le-Roi  |          | Französischer Triathlon-Staatsmeister                                              |
| 1991          | 1    | FRA Triathlon National Championships CD             | Versailles     |          | Französischer Triathlon-Staatsmeister                                              |
| 1991          | 1    | FRA Triathlon National Championships Sprint         | Pont-à-Mousson |          | Französischer Triathlon-Staatsmeister auf der Sprintdistanz                        |
| 15. Sep. 1990 | 15   | ITU Triathlon World Championships                   | Orlando        | 01:54:43 | ITU-Triathlon-Weltmeisterschaft auf der Kurzdistanz                                |
| 26. Aug. 1990 | 14   | ETU Short Distance Triathlon European Championships | Linz           | 01:52:54 |                                                                                    |
| 1990          | 1    | FRA Triathlon National Championships CD             | Mâcon          |          | Französischer Triathlon-Staatsmeister                                              |
| 1989          | 1    | FRA Triathlon National Championships CD             | Frankreich     |          | Französischer Triathlon-Staatsmeister                                              |
| 1987          | 2    | ETU Short Distance Triathlon European Championships | Marseille      |          | Vizeeuropameister Triathlon                                                        |
| 1987          | 1    | FRA Triathlon National Championships CD             | Frankreich     |          | Französischer Triathlon-Staatsmeister                                              |

| Datum/Jahr    | Rang | Wettbewerb                                           | Austragungsort | Zeit     | Bemerkung                                                                                                   |
| ------------- | ---- | ---------------------------------------------------- | -------------- | -------- | --- |
| 23. Juni 1996 | 1    | FRA Triathlon National Championships LD              | Perros-Guirec  | 05:51:01 | Triathlon-Staatsmeister Langdistanz (4 km Schwimmen, 120 km Radfahren und 30 km Laufen)                     |
| 1. Okt. 1995  | 4    | ITU Long Distance Triathlon World Championships      | Nizza          | 05:52:03 | beim Triathlon International de Nice                                                                        |
| 1. Aug. 1992  | 3    | ETU Middle Distance Triathlon European Championships | Joroinen       | 03:39:22 | Europameisterschaft Halbdistanz                                                                             |
| 1992          | 3    | FRA Triathlon National Championships MD              | Arcachon       |          | Staatsmeisterschaft Mitteldistanz (2,5 km Schwimmen, 80 km Radfahren und 20 km Laufen); hinter Yves Cordier |
| 1987          | 2    | FRA Triathlon National Championships LD              | Frankreich     |          | Vizestaatsmeister                                                                                           |
| 1986          | 1    | FRA Triathlon National Championships LD              | Frankreich     |          | |
| 1986          | 1    | FRA Triathlon National Championships MD              | Frankreich     |          | Französischer Triathlon-Staatsmeister Mitteldistanz                                                         |

(DNF – Did Not Finish)